# G.H. Martel & Co.
G.H. Martel & Co. is een in 1869 door Gustav Heinrich Martel, een oogsteigenaar uit Avenay Val d’Or, opgericht champagnehuis dat in Reims is gevestigd. Het bedrijf werd in 1920 overgenomen door de familie Tabourin en is sinds 1979 eigendom van de firma Rapeneau die ook eigenaar van Mansard Baillet en Charles de Cazanove is.
Het bedrijf heeft drie traditionele perscentra, 20.000 m2 kelders en 55.000 hl vaten, waarvan sommige met de modernste roestvrijstalen vaten met temperatuurregeling. Zij produceren 2 miljoen flessen, die ze verdelen over Frankrijk en de rest van Europa.
Sinds 2015 zijn de kelders van het huis een onderdeel van het UNESCO-werelderfgoed “Heuvels, huizen en kelders van de Champagne”.

## Champagnes
- De Prestige Brut is een blend van 50% Pinot noir, 30% Chardonnay en 20% Pinot meunier. Hij kreeg een dosage van 10g/l.
- De Premier Brut is een blend van 80% Pinot Noir en 20% Chardonnay. Dosage : 10g/l.
- De Blancs de Blancsvan 100% Chardonnay, opnieuw 10g/l dosage.
- De Blancs de Noir met als samenstelling 63% Pinot Noir en 37% Meunier. Nogmaals zelfde dosage.
- De Brut Millesime: 32% Pinot noir, 36% Chardonnay, 32% Pinot Meunier. Zelfde dosage.
- De Rosé bestaat uit 50% Pinot noir, 30% Chardonnay, 20% Pinot Meunier en 15% Vin Rouge AOC. Elfde dosering.
- De Demi-Sec: 50% Pinot noir,  30% Chardonnay, 20% Meunier met een dosage van 40g/l.
- De Cuvée Victoire: 50% Pinot Noir en 50% Chardonnay. Weer een dosage van 10g/l.
- De Cuvée Victoire Rosé heeft zelfde samenstelling en dosage als de Rosé.

## Kelders

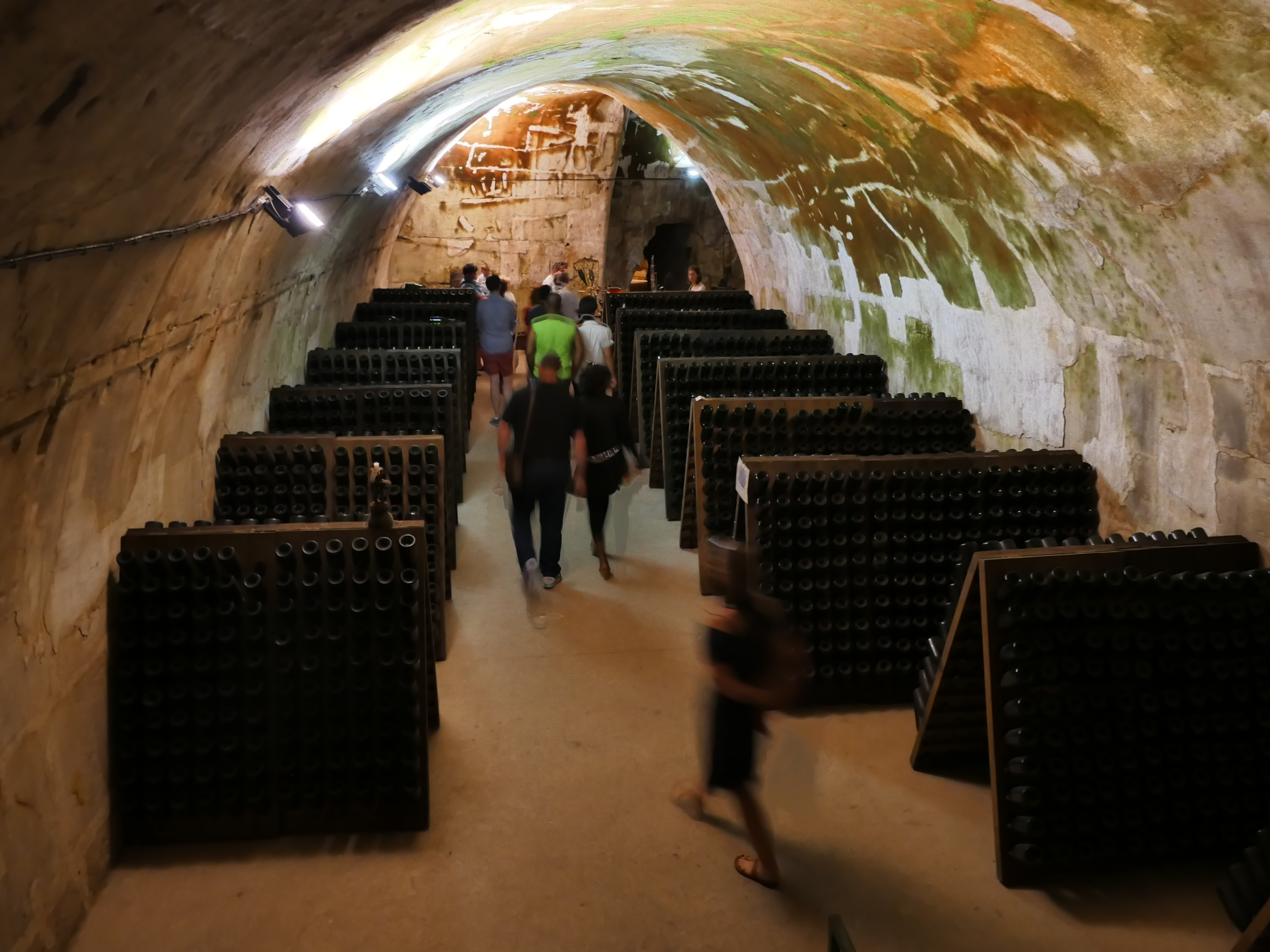
Kelders champagne Martel

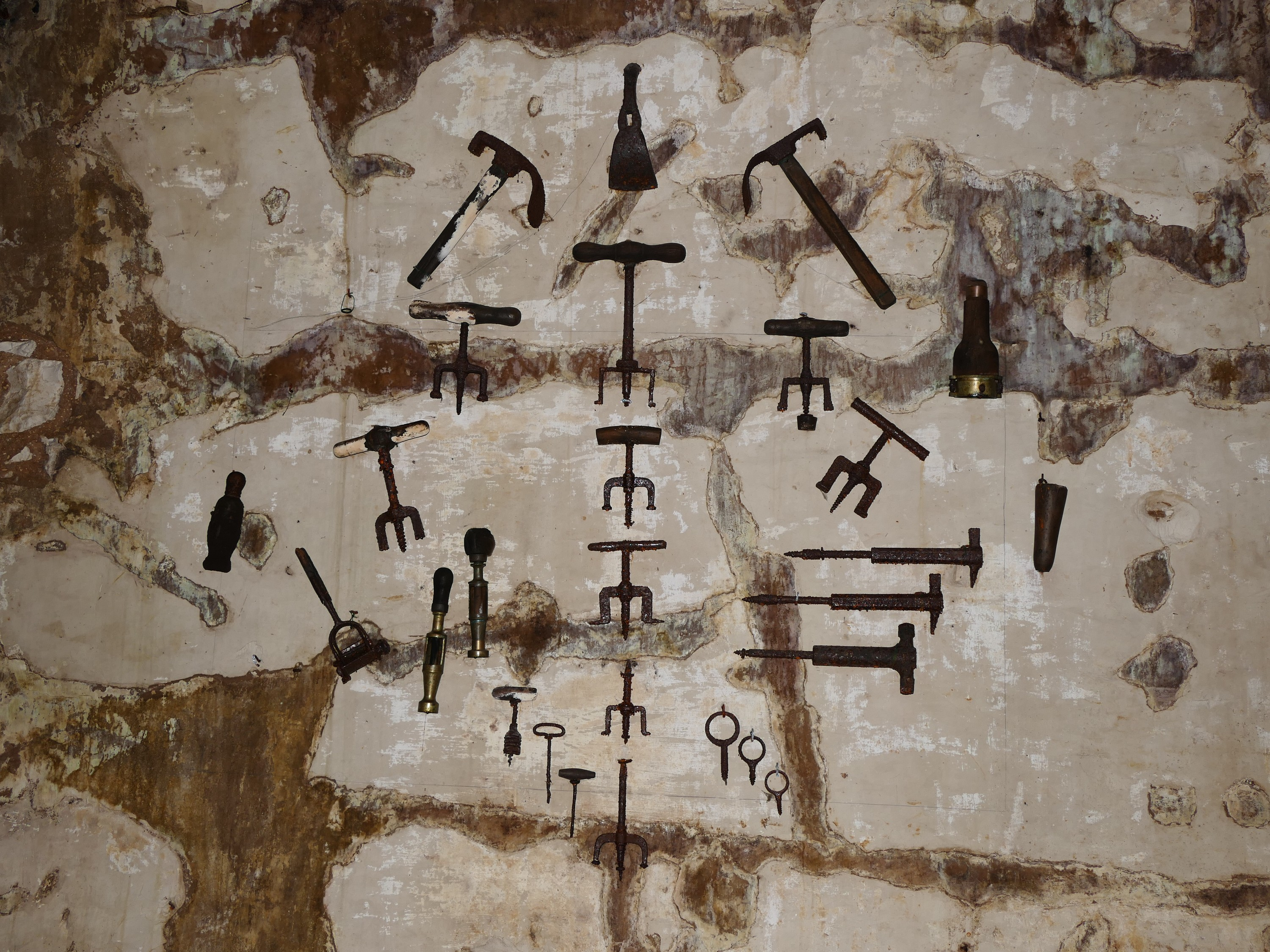
Graffiti in de kelders

Gezien de ligging op de heuvel Saint-Nicaise maken de kelders van het huis sinds 2015 een onderdeel uit van het UNESCO-werelderfgoed “Heuvels, huizen en kelders van de Champagne”.

La colline Saint-Nicaise comprend quatre éléments, dont trois sont en sous-sol – les caves Charles Heidsieck, Ruinart, Pommery et Veuve Clicquot, les caves Taittinger (dans le clos médiéval, sous l’abbaye Saint-Nicaise) et les caves Martel (anciennes carrières réutilisées depuis le XVIIIe siècle) – et la partie aérienne de la colline. (De heuvel van Saint-Nicaise bestaat uit vier elementen, waarvan er drie ondergronds zijn: de kelders van Charles Heidsieck, Ruinart, Pommery en Veuve Clicquot, de kelders van Taittinger (in de middeleeuwse omheining, onder de abdij van Saint-Nicaise) en de kelders van Martel (oude steengroeven die opnieuw zijn gebruikt) (sinds de 18e eeuw) – en het bovengrondse deel van de heuvel.)
— Champagne Hillsides, Houses and Cellars